# Alchemilla hultenii
Alchemilla hultenii é uma espécie de rosácea do gênero Alchemilla, pertencente à família Rosaceae.